# Arrondissements de Paris
Nota: Ver arrondissement para distinção entre "arrondissement" municipal e "arrondissement" departamental
Os arrondissements de Paris correspondem a uma divisão administrativa que decompõe a comuna de Paris em vinte arrondissements municipais.

Esquema de Paris decomposto nos seus diferentes arrondissements

## Descrição
Estes 20 arrondissements estão distribuídos segundo uma espiral que se desenvolve no sentido dos ponteiros do relógio a partir de um ponto central da cidade localizado no Louvre (1º arrondissement).
É assim que os números mais baixos correspondem a arrondissements mais centrais e números maiores a arrondissements mais distantes do centro.
Cada arrondissement é gerido por um conselho de arrondissement com funcionamento semelhante à prefeitura ou ao conselho municipal⁣, mas com poderes mais limitados.
| Arrondissement | Nome                | Área (em km²)  | População (censo de 1999) | Densidade (hab./km²) | Pico de população |
| -------------- | ------------------- | -------------- | ------------------------- | -------------------- | ----------------- |
| 1º D           | Louvre              | 1.826          | 16,888                    | 9,249                | anterior a 1861   |
| 2º D           | Bourse              | 0.992          | 19,585                    | 19,743               | anterior a 1861   |
| 3º D           | Temple              | 1.171          | 34,248                    | 29,247               | anterior a 1861   |
| 4º D           | Hôtel-de-Ville      | 1.601          | 30,675                    | 19,160               | anterior a 1861   |
| 5º E           | Panthéon            | 2.541          | 58,849                    | 23,160               | 1911              |
| 6º E           | Luxembourg          | 2.154          | 44,919                    | 20,854               | 1911              |
| 7º E           | Palais-Bourbon      | 4.088          | 56,985                    | 13,940               | 1926              |
| 8º D           | Élysée              | 3.881          | 39,314                    | 10,130               | 1891              |
| 9º D           | Opéra               | 2.179          | 55,838                    | 25,626               | 1901              |
| 10º D          | Enclos-St-Laurent   | 2.892          | 89,612                    | 30,986               | 1881              |
| 11º D          | Popincourt          | 3.666          | 149,102                   | 40,672               | 1911              |
| 12º D          | Reuilly             | 16.324¹ 6.377² | 136,591                   | 21,419²              | 1962              |
| 13º E          | Gobelins            | 7.146          | 171,533                   | 24,004               | 19995             |
| 14º E          | Observatoire        | 5.621          | 132,844                   | 23,634               | 1954              |
| 15º E          | Vaugirard           | 8.502          | 225,362                   | 26,507               | 1962              |
| 16º D          | Passy               | 16.305³ 7.8464 | 161,773                   | 20,6194              | 1962              |
| 17º D          | Batignolles-Monceau | 5.669          | 160,860                   | 28,375               | 1954              |
| 18º D          | Butte-Montmartre    | 6.005          | 184,586                   | 30,739               | 1931              |
| 19º D          | Buttes-Chaumont     | 6.786          | 172,730                   | 25,454               | 19995             |
| 20º D          | Ménilmontant        | 5.984          | 182,952                   | 30,574               | 1936              |

Notas:

1. Incluindo o Bois de Vincennes

2. Excluindo o Bois de Vincennes

3. Incluindo o Bois de Boulogne

4. Excluindo o Bois de Boulogne

5. O ano do último censo em França é 1999. Desde então houve certamente alterações na população.

## História

### Antes de 1860

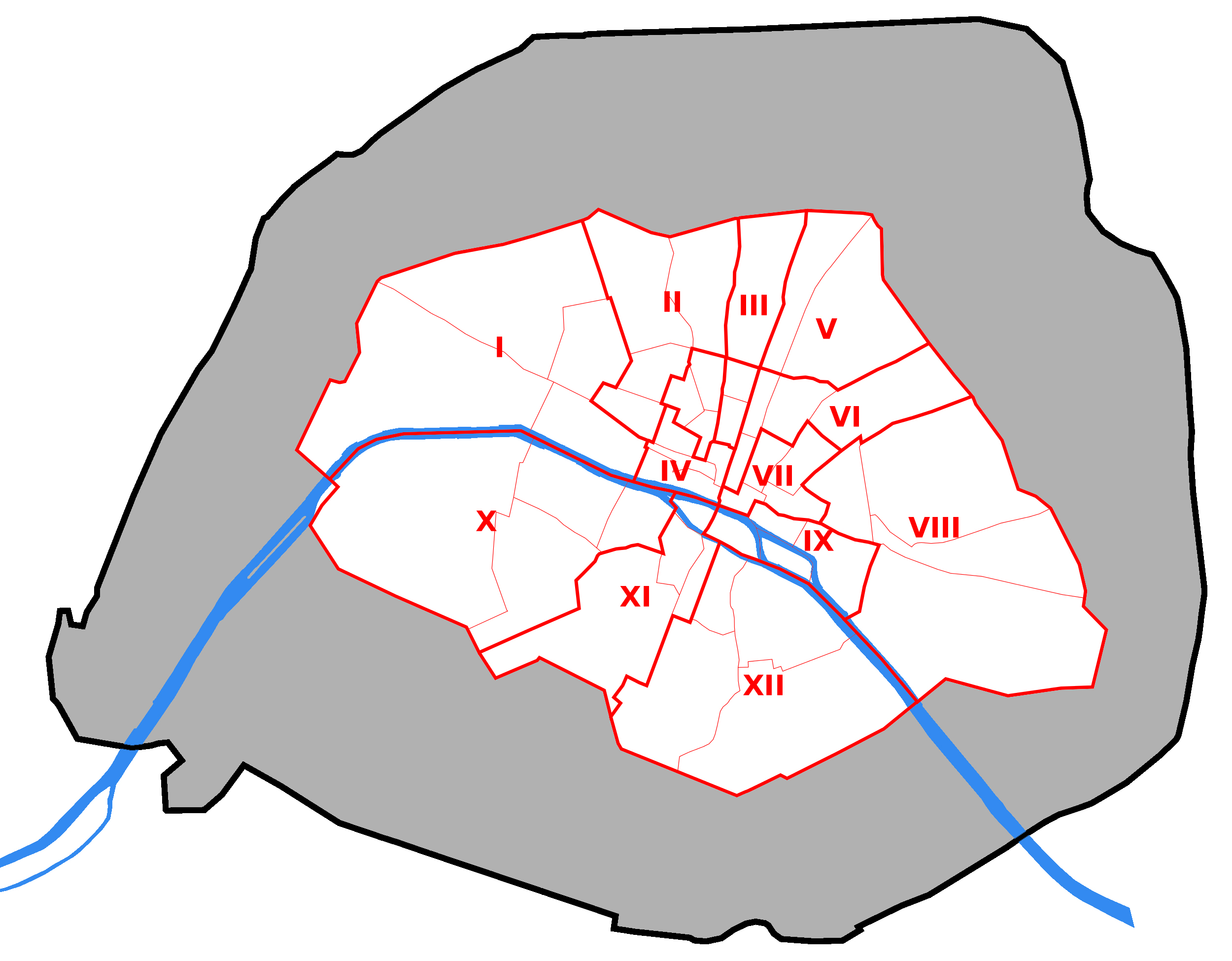
Desenho esquemático dos antigos arrondissements de Paris

Paris foi dividido pela primeira vez em 12 arrondissements em 11 de Outubro de 1795, sendo 9 na margem direita do Sena e 3 na margem esquerda. A sua forma era bem menos regular que a que existe hoje em dia.

### Após 1860
No dia 1 de Janeiro de 1860, a aplicação de uma lei de Napoleão III levou à expansão dos limites da cidade e à actual divisão em vinte arrondissements, com limites totalmente novos e com a instituição da numeração em espiral.

## Bairros
Cada arrondissement está subdividido administrativamente em quatro bairros (quartiers, quartos), que correspondem aproximadamente aos quartos noroeste, nordeste, sudoeste e sudeste do respectivo arrondissement.